# Bohémond III d'Antioche
Pour les articles homonymes, voir Bohémond.
Bohémond III dit le Bègue, né entre 1142 et 1149, mort en 1201, prince d'Antioche (1163-1201), fils de Raymond de Poitiers, prince d'Antioche, et de Constance d'Antioche.

## Biographie

### Premières années
Bohémond était le fils de Constance de Hauteville, princesse d'Antioche, et de son premier mari, Raymond de Poitiers. Son père perdit la vie dans la bataille d'Inab le 29 juin 1149 et sa mère, Constance, fut régente jusqu'à sa majorité. Entretemps, Constance s'était remariée en 1153 avec Renaud de Châtillon, qui gouverna la principauté jusqu'en 1160, date à laquelle il fut fait prisonnier à Alep, où il resta en captivité pendant 16 ans.
Bien que Bohémond ait atteint sa majorité en 1163, Constance s'opposa à lui laisser les rênes du pouvoir et il fallut l'intervention du roi Baudouin III de Jérusalem pour lui permettre d'accéder au trône. La même année, Constance avait fait appel au royaume arménien de Cilicie pour la soutenir dans ses revendications mais ses propres sujets se rebellèrent et la contraignirent à l'exil. Elle mourut peu de temps après, probablement à Laodicée.

### Débuts de règne
En 1164, Bohémond se joignit aux troupes de Raymond III de Tripoli qui marchaient vers Harenc, assiégée par l'armée de Nur-ad-Din Zengi : lorsque celui-ci leva le siège, Bohémond et Raymond le poursuivirent et furent faits tous deux prisonniers. Le roi Amaury Ier de Jérusalem, de retour de sa campagne d'Égypte, prit la régence de la principauté d'Antioche et parvint, en 1165, à faire libérer le jeune prince, avec l'aide de l'empereur Manuel Ier Comnène, en payant une rançon conséquente. La libération de Bohémond est sans doute à attribuer à la crainte de Nur-ed-Din d'une intervention byzantine en Syrie. À peine libéré, Bohémond se rendit à Constantinople, où il accepta sans conditions le retour du patriarche orthodoxe d'Antioche, Athanase II, en dépit des remontrances du patriarche latin, Aimery de Limoges, qui lança l'anathème sur les habitants et quitta la ville. En 1168, celui-ci accueillit en grande pompe le patriarche jacobite Michel le Syrien « comme pour humilier les Grecs ».
En 1166, le futur empereur de Byzance Andronic Ier Comnène, alors gouverneur de Cilicie, se rendit à Antioche, attiré par la réputation de beauté de la sœur du jeune prince, Philippa. Une relation naquit entre les deux, qui suscita l'ire tant de Bohémond que de l'empereur Manuel Ier, étant donné que la jeune fille était sa belle-sœur et qu'aux yeux de l'Église, cet amour était incestueux. Andronic dut s'enfuir à Jérusalem, où il séduisit également la reine Théodora Comnène, nièce de Manuel Ier et épouse du roi Baudouin III.
En 1172, Bohémond envahit l'Arménie en représailles contre l'alliance entre Mleh d'Arménie, souverain du royaume arménien de Cilicie avec son adversaire Nur-ad-Din et en 1177, il reprit le siège de Harenc avec l'aide de Raymond III de Tripoli et de Philippe comte de Flandre, alors en pèlerinage en Terre Sainte.
En 1180, Bohémond et Raymond III tentèrent d'intervenir dans les affaires internes de Jérusalem, alors gouvernée par Baudouin IV, malade de la lèpre. Le souverain n'ayant pas de descendants, il paraissait opportun que Sibylle contracte une seconde union avec un candidat opportun et allié de Bohémond et Raymond, que les intéressés crurent trouver en Baudouin d'Ibelin, un noble chevalier du royaume de Jérusalem. Mais le roi Baudouin les devança en mariant sa sœur avec Guy de Lusignan.
À la même période, Bohémond répudia sa femme, Théodora, nièce de l'empereur Manuel Ier, décédé peu de temps auparavant, pour épouser une certaine Sibylle, à laquelle la rumeur attribuait la réputation de pratiquer les "arts de la sorcellerie", ce qui valut au prince d'être excommunié par le pape Alexandre III et valut à la ville un nouvel anathème. Bohémond, pas le moins du monde impressionné, se vengea en emprisonnant le patriarche Aimery et les autres évêques, dont il mit à sac les églises. L'archevêque de Césarée, Heraclius, lui fut envoyé par l'Église en 1181 pour tenter une médiation, avec le soutien de Renaud de Châtillon, Raymond III, du Grand Maître des Templiers Arnau de Torroja et du Grand Maître des Hospitaliers Roger de Moulins, mais les négociations furent un échec et Bohémond chassa les émissaires.

### L'avancée ayyoubide
En 1183, Antioche fut menacée par l'avancée de Saladin, avec lequel Bohémond fut contraint de signer un traité de paix. En même temps, il acquit la ville de Tarse du souverain arménien Ruben III afin de renforcer la défense de sa principauté. Pendant ce temps, à Jérusalem, Baudouin IV devenait toujours moins capable de soutenir le poids de la couronne, ce qui le poussa à faire du fils du premier lit de Sibylle son co-régent, sous le nom de Baudouin V, avec l'aide de Raymond III, soutenu par une grande partie de la noblesse du royaume, et de Bohémond lui-même. Toutefois, la mort soudaine en 1185 de Baudoun IV et de son neveu peu de temps après empêchèrent les deux hommes de s'opposer à la tentative de Sibylle et Guy de Lusignan de s'attribuer la couronne en 1186. Le règne du couple se révéla désastreux pour Jérusalem, qui tomba devant Saladin après la bataille de Hattin, en 1187. Bohémond n'était pas présent mais son fils Raymond y participa et parvint à s'enfuir en compagnie de Raymond III. Aussitôt après la prise de Jérusalem, Saladin envahit les états croisés mais Bohémond résista victorieusement aux assauts de celui-ci, grâce à l'aide d'une flotte envoyée par le roi Guillaume II de Sicile. Raymond III de Tripoli mourut peu après, ayant nommé comme héritier Raymond IV, le fils aîné de Bohémond, mais, au bout de deux ans, Bohémond préféra rappeler son héritier auprès de lui et nommer son second fils Bohémond IV à la tête du comté de Tripoli. Malheureusement, Raymond mourut en 1199.
En 1190, Bohémond accueillit dans sa principauté les restes du contingent germanique de la Troisième Croisade. Leur commandant, l'empereur Frédéric Barberousse, étant décédé en se baignant dans le fleuve Saleph avant même de pouvoir rencontrer Saladin, son fils Frédéric de Souabe tenta, avec quelques acolytes, de l'enterrer à Jérusalem. Mais le corps ne put être conservé dans le vinaigre et fut traité selon la technique du mos Teutonicus. On enterra donc les chairs de l'empereur dans l'église Saint-Pierre à Antioche, ses os dans la cathédrale de Tyr et ses entrailles à Tarse. Bohémond ne participa que très mollement à cette croisade, craignant les représailles de Saladin.

### Conflit avec les souverains arméniens
En 1194, Bohémond tomba dans un piège et fut capturé par Léon II, roi d'Arménie, qui, ayant conquis des mains de Saladin le château de Bagras le long de la frontière Nord d'Antioche, en reçut la requête de restitution de la part de ce même Bohémond et des Templiers, qui en étaient les légitimes propriétaires. L'ayant attiré au château sous un faux motif, Léon II n'accepta de le libérer qu'en échange de la principauté, ce que Bohémond fut contraint d'accepter. Mais le patriarche Aymery, soutenu par les populations latine et grecque, refusa de livrer la ville et repoussa une attaque arménienne. Le conflit se termina par la libération de Bohémond grâce à l'intercession du nouveau roi de Jérusalem, Henri II de Champagne. En 1195, Bohémond fut par ailleurs contraint de renforcer ultérieurement son alliance avec le souverain d'Arménie en acceptant le mariage de Raymond IV avec Alix d'Arménie, nièce de Léon II.
Bohémond III mourut en 1201 et la lutte pour la succession d'Antioche s'ouvrit entre Bohémond IV et Raymond-Roupen d'Antioche, le fils de Raymond IV et d'Alix d'Arménie.

## Mariages et enfants
Bohémond épousa en premières noces vers 1169 Orgueilleuse de Harenc (décédée vers 1175) et eut :
- Raymond IV, comte de Tripoli, mort en 1199 ;
- Bohémond IV, comte de Tripoli et prince d'Antioche, né en 1172, mort en 1233.

Veuf il se remaria vers 1176 avec Théodora Comnène, et eut :
- Constance, qui mourut en bas âge ;
- Philippa, mariée à Baudoin Patriarch ;
- Manuel de Poitiers, né en 1176, mort en 1211.

En 1180, jugeant sa position auprès de la cour byzantine assurée par la présence de sa sœur sur le trône, il se sépara de Théodora pour épouser Sibylle, dont il eut :
- Alix de Poitiers, mariée en 1204 avec Guy Ier Embriaco, seigneur du Gibelet (+ 1233).

Ayant été excommunié pour sa séparation et son troisième mariage, il quitta Sibylle et se remaria en 1195 avec Isabelle, dont il eut :
- Guillaume, cité en 1194 ;
- Bohémond, mort en 1244, qui fut seigneur de Boutron, ayant épousé l'héritière de la seigneurie ;
- Eschive.